# 星彩のRipieno
「星彩のRipieno」（せいさいのリピエーノ）は、佐咲紗花の1作目のシングル。2010年1月27日にMellowHeadから発売された。

## 概要
標題曲「星彩のRipieno」は、アニマックス、BS11で放送のテレビアニメ『戦う司書 The Book of Bantorra』の後期オープニングテーマとして発表された楽曲で、自身も作詞を担当している。

## 収録内容
（全作詞：佐咲紗花）
1. 星彩のRipieno [4:18]
作曲・編曲：小高光太郎
  - テレビアニメ『戦う司書 The Book of Bantorra』後期オープニングテーマ
2. モノクロダスト [4:07]
作曲・編曲：藤末樹
3. 星彩のRipieno（off vocal）
4. モノクロダスト（off vocal）